# Ben Spencer (rugby à XV)
Pour les articles homonymes, voir Ben Spencer et Spencer.

a Compétitions nationales et continentales officielles uniquement.

b Matchs officiels uniquement.
Dernière mise à jour le 19 janvier 2024.
Ben Spencer, né le 31 juillet 1992 à Stockport (Angleterre), est un joueur international anglais de rugby à XV, jouant au poste de demi de mêlée dans le club de Bath depuis 2020.

## Biographie

### Carrière en club
Joueur du Cambridge RUFC durant la saison 2010-2011, Ben Spencer s'engage à l'été 2011 avec les Saracens. Il y joue son premier match le 3 septembre 2011 contre les Wasps, dans le championnat d'Angleterre. Par la suite, il occupe une place importante dans la domination du club sur le plan national et européen, étant par exemple le meilleur marqueur d'essais des Sarries lors de la saison 2017-2018.
En cours de saison 2019-2020, il quitte les Saracens pour rejoindre Bath, où il signe un contrat de trois ans. À l'issue de cette saison, il est retenu dans l'équipe type de Premiership. 
En milieu de saison 2022-2023, il prolonge son contrat avec Bath,. 
La saison suivante en 2023-2024, avec l'arrivée du nouvel entraîneur, Johann van Graan, il est nommé comme étant le nouveau capitaine du club,. Cette saison, il est également titulaire lors de la finale de Premiership perdue 25 à 21 contre les Northampton Saints,.

### Carrière internationale
Ben Spencer est convoqué pour la première fois avec l'équipe d'Angleterre lors de sa tournée estivale de 2018 en Afrique du Sud. Il reçoit sa première cape lors du premier test match, le 9 juin, en sortant du banc à la 75e minute à la place de Ben Youngs.
L'année suivante, il fait ses débuts dans le Tournoi des Six Nations contre l'Écosse.
Quelques mois plus tard, il est sélectionné par Eddie Jones comme réserviste dans l'optique de préparer la Coupe du monde 2019 au Japon et parer à une éventuelle blessure. Après la demi-finale de l'Angleterre face à la Nouvelle-Zélande (victoire 19 à 7), il est appelé pour remplacer le demi de mêlée Willi Heinz. Le 2 novembre, il dispute les cinq dernières minutes de la finale perdue 32 à 12 contre l'Afrique du Sud, remplaçant Ben Youngs.
Il est ensuite sélectionné pour le Tournoi des Six Nations 2024.

## Palmarès

### En club
- Saracens
  - Vainqueur du Championnat d'Angleterre en 2015, 2016, 2018 et 2019.
  - Vainqueur de la Coupe anglo-galloise en 2015.
  - Vainqueur de la Coupe d'Europe en 2016, 2017 et 2019.
- Bath Rugby
  - Finaliste du Championnat d'Angleterre en 2024.
  - Vainqueur de la Challenge Cup en 2025.
  - Vainqueur du Championnat d'Angleterre en 2025.

### En sélection nationale
- Angleterre -20
  - Vainqueur du Tournoi des Six Nations des moins de 20 ans en 2012.
- Angleterre
  - Finaliste de la Coupe du monde en 2019.

### Distinctions personnelles
- Membre de l'équipe type du Championnat d'Angleterre en 2020 et 2024